# Einar Vilhjálmsson
Einar Vilhjálmsson (né le 1er juin 1960 à Reykjavík) est un athlète et dirigeant islandais, spécialiste du lancer de javelot.
Il représente l'Islande à trois Jeux olympiques consécutifs, avec comme meilleur résultat une 6e place en 1984. Son père, Vilhjálmur Einarsson, est médaille d'argent du triple saut aux Jeux olympiques de 1956. Son meilleur lancer est de 86,80 m obtenu dans sa ville natale le 30 août 1992.